# Dyne
En dyne er en foret tæppelignende tøjpose til at have over kroppen, så man ikke fryser. En dyne er en syet pose fyldt med dun eller andet materiale. Dyner har været brugt i Nordeuropa og i Norden, men skikken med dyner i stedet for sengetæpper og overlagner breder sig.

## Opbygning
Oprindeligt blev dyner fyldt med dun (deraf navnet), græs eller halm. Helst edderdun (dun fra edderfugle). I dag er dyner ofte fyldt med dun fra forskellige tamme gæs og ænder eller med vat, spundet af uld eller bomuld eller med syntetiske materialer. De fleste dyner har dynebetræk for at beskytte den.
En dyne på to meters længde med gåseheldun vejer kun 350 gram.

## Etymologi
Tidligere fandtes der både overdyner, underdyner og hoveddyner. Ordet kommer af norrønt "dúna", som er afledt af "dunn", som betyder "dun".